# Таня Ді Маріо
Таня Ді Маріо (італ. Tania Di Mario, нар. 7 травня 1979, Рим, Італія) — італійська ватерполістка, олімпійська чемпіонка (2004 рік) та срібна призерка Олімпійських ігор (2016 рік), чемпіонка світу.

## Виступи на Олімпіадах
| Олімпіада           | Дисципліна | Місце |
| ------------------- | ---------- | ----- |
| Афіни 2004          | водне поло | 1     |
| Пекін 2008          | водне поло | 6     |
| Лондон 2012         | водне поло | 7     |
| Ріо-де-Жанейро 2016 | водне поло | 2     |